# Anaheim Arsenal
Springfield Armor fue un equipo de baloncesto estadounidense que se unió a la NBA Development League, la liga de desarrollo auspiciada por la NBA, en la expansión ocurrida en la temporada 2006-07. El equipo tenía su sede en la localidad californiana de Anaheim, en el Condado de Orange. Desde la temporada 2009-10 compíten en la localidad de Springfield (Massachusetts) bajo el nombre de Springfield Armor.

## estadio
Disputaban sus partidos en el Anaheim Convention Center, cerca de Disneyland, estadio que no acogía a un equipo profesional desde 1992, cuando el equipo de la NBA de Los Angeles Clippers se vio obligado a cambiar de estadio en los play-offs de esa temporada a causa de los disturbios de Los Ángeles de aquel año.

## Historia
En su primera campaña en la liga, ocupan la cuarta posición de la División Oeste. No cuentan en sus filas con ningún jugador que en la actualidad esté disputando partidos con sus equipos afiliados de la NBA, que son los Clippers y Atlanta Hawks.
El 31 de marzo de 2009 la NBA D-League anunció que el equipo de Anaheim se trasladaría a Springfield (Massachusetts) para la temporada 2009-10, donde serán conocidos como Springfield Armor.
En 3 años en Anaheim no consiguieron nunca llegar a los play-offs.

## Trayectoria
| Temporada       | G  | P  | %    | Playoffs | Resultados |
| --------------- | -- | -- | ---- | -------- | ---------- |
| Anaheim Arsenal |    |    |      |          |            |
| 2006-07         | 23 | 27 | .460 |          |            |
| 2007-08         | 23 | 27 | .460 |          |            |
| 2008-09         | 15 | 35 | .300 |          |            |
| Total           | 61 | 89 | .407 |          |            |